# Modest Sękowski
Modest Sękowski (ur. 25 grudnia 1920 w Luberadzu k. Ciechanowa, zm. 29 czerwca 1972 w Lublinie) – polski działacz spółdzielczości niewidomych, działacz społeczny.

## Życiorys
W 1931 stracił wzrok wskutek wypadku z wapnem. Od 1932 przebywał w Zakładzie dla Niewidomych w Laskach. W okresie okupacji niemieckiej uczęszczał na tajne komplety w Gimnazjum im. Tadeusza Reytana w Warszawie i w 1944 uzyskał w nim maturę. W czasie powstania warszawskiego był sanitariuszem i pracował w piekarni. W 1945 rozpoczął studia historyczne na Katolickim Uniwersytecie Lubelskim, zakończone absolutorium w 1951.
W 1945 stworzył w Lublinie pierwszą w Polsce Spółdzielnię Inwalidów Niewidomych, która po 26 latach zatrudniała przeszło 700 osób. W latach 1951–1972 członek władz centralnych Polskiego Związku Niewidomych, w latach 1958–1966 członek Wojewódzkiej Rady Narodowej w Lublinie. Angażował się w wiele przedsięwzięć społecznych na rzecz niewidomych i regionu lubelskiego.
Odznaczony m.in. Krzyżem Kawalerskim Orderu Odrodzenia Polski (1959) i Krzyżem Oficerskim Orderu Odrodzenia Polski (1972). Od 2018, na wniosek lubelskiego oddziału Polskiego Związku Niewidomych, patron wąwozu w dzielnicy Wieniawa w Lublinie („wąwóz Modesta Sękowskiego”, nazwa nadana uchwałą Rady Miasta).
Zawarł związek małżeński z Zofią Sękowską z d. Braunszweig, w późniejszym okresie profesorem pedagogiki specjalnej na Uniwersytecie Marii Curie-Skłodowskiej w Lublinie, i miał z nią czterech synów, Marka, Tadeusza, Tomasza i Andrzeja. Został pochowany na cmentarzu przy ul. Lipowej w Lublinie.